# List Římanům

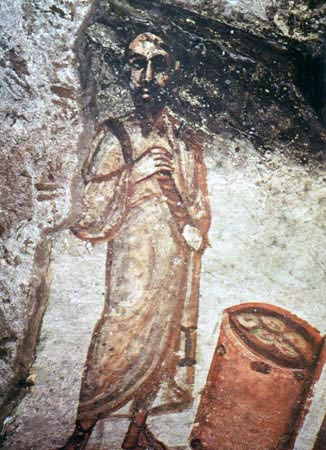
Sv. Pavel se svitky. Freska z římských katakomb, 3. stol.

List Římanům (zkratka Ř nebo Řím) je součást Nového zákona, jeden z nejvýraznějších a nejzávažnějších listů apoštola Pavla, který podstatně určoval celé pozdější dějiny křesťanství. O Pavlově autorství listu se nikdy nepochybovalo.[zdroj⁠?!] List byl napsán řecky, patrně počátkem roku 58 v Korintu nebo v jeho přístavu Kenchrejích.
Císař Claudius vypověděl roku 49 židy i křesťany z města Říma kvůli sporům, které mezi nimi vznikly. Jeho nástupce Nero někdy po roce 54 toto rozhodnutí zrušil, nicméně napětí mezi židy a křesťany nezmizelo. Pavel se právě chystá na cestu do Jeruzaléma s výsledky sbírky pro tamní obec a potom se chce poprvé vydat do Říma. List ho má římským křesťanům představit a připravit jeho příchod.
Hlavním a polemickým tématem listu je Pavlova nauka o ospravedlnění z víry: židovská představa, že se mohou ospravedlnit dodržováním mojžíšovských předpisů Tóry ve Starém zákoně, je mylná. Člověk může být před Bohem spravedlivý jen z jeho ničím nezasloužené milosti, o niž se může přičinit jen tím, že věří v Krista.
Toto téma se v dějinách křesťanství několikrát radikalizovalo, kdykoli křesťané začali také spoléhat na své vlastní síly a náboženské výkony. To bylo hlavní téma Lutherova protestu proti středověké církevní praxi, který se výslovně opíral o List Římanům. Podobně počátkem 20. století německý teolog Karl Barth ve svém výkladu listu Římanům.

### Související články

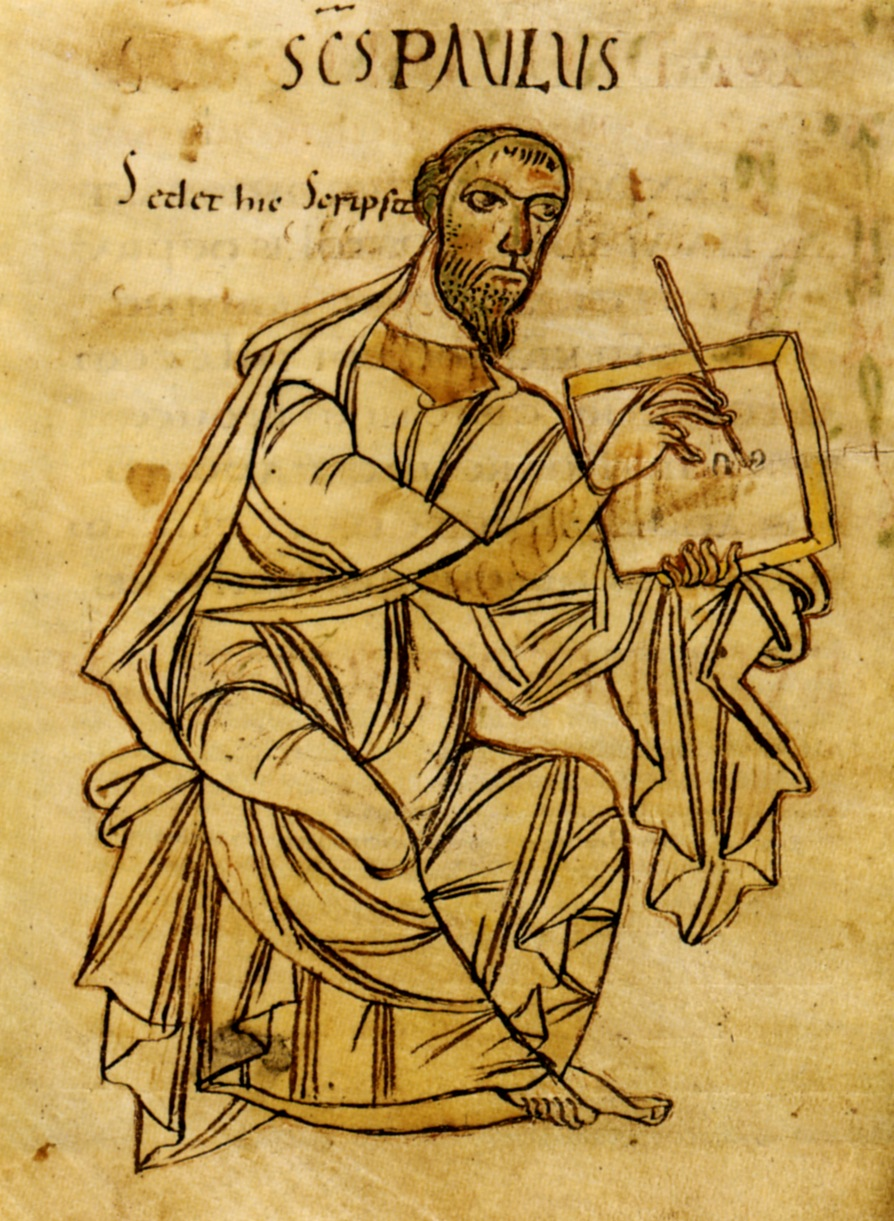
Sv. Pavel. Rukopis ze St. Gallenu, po 800

## Citáty
| „        | Cítím se totiž dlužníkem Řeků i barbarů, vzdělaných i nevzdělaných. | “ |
| — Ř 1,14 |                                                                     |   |

| „           | Vždyť to, co lze o Bohu poznat, je jim přístupné, Bůh jim to přece odhalil. Jeho věčnou moc a božství, které jsou neviditelné, lze totiž od stvoření světa vidět, když lidé přemýšlejí o jeho díle, takže nemají výmluvu. | “ |
| — Ř 1,18–20 | |   |

| „        | Před Bohem nejsou spravedliví ti, kdo zákon slyší; ospravedlněni budou, kdo zákon svými činy plní. | “ |
| — Ř 3,13 | |   |

| „        | Jsme totiž přesvědčeni, že se člověk stává spravedlivým vírou bez skutků zákona. | “ |
| — Ř 3,28 |                                                                                  |   |

| „         | Kdo se vykazuje skutky, nedostává mzdu z milosti, nýbrž z povinnosti. Kdo se nevykazuje skutky, ale věří v toho, který dává spravedlnost bezbožnému, tomu se jeho víra počítá za spravedlnost. | “ |
| — Ř 4,3–5 | |   |